# タイプ別の航空機一覧
タイプ別の航空機一覧では、航空機をタイプ別にして一覧でまとめた。

## 民間機

### 大型プロペラ旅客機
| 開発メーカー | エンジン | 機種                |
| ボーイング   | レシプロ | ボーイング377       |
| ダグラス     | レシプロ | DC-3 DC-4 DC-6 DC-7 |
| ロッキード   | レシプロ | コンステレーション  |

### 大型ジェット旅客機
| 開発メーカー                   | エンジン | 機種 |
| イリューシン                   | ジェット | Il-18 Il-62 Il-86 Il-96 |
| エアバス                       | ジェット | エアバスA300 エアバスA310 エアバスA318 エアバスA319 エアバスA320 エアバスA321 エアバスA330 エアバスA340 エアバスA350 XWB エアバスA380 |
| エンブラエル                   | ジェット | エンブラエル170 エンブラエル175 エンブラエル190 エンブラエル195                                                                       |
| コンベア                       | ジェット | コンベア880 コンベア990 |
| ダグラス/ マクドネル・ダグラス | ジェット | DC-8 DC-9 MD-80 MD-90 MD-95 DC-10 MD-11                                                                                               |
| ツポレフ                       | ジェット | Tu-104 Tu-114 Tu-124 Tu-134 Tu-154 Tu-204 Tu-214 Tu-334                                                                               |
| ボーイング                     | ジェット | ボーイング707 ボーイング717 ボーイング727 ボーイング737 ボーイング747 ボーイング757 ボーイング767 ボーイング777 ボーイング787         |
| ホーカー・シドレー             | ジェット | ホーカー・シドレー トライデント |
| ヤコヴレフ                     | ジェット | Yak-42 |
| ロッキード                     | ジェット | L-1011トライスター |

## 実験機・研究機
飛行特性の研究などのため、上記の分類に当てはまらない実験用の航空機が開発されている。
動力に内燃機関ではなく電動機を使用する航空機は電動航空機と呼ばれる、